# Principi actiu
Un principi actiu o matèria activa és, en una formulació de productes químics, un compost del qual se n'esperen unes determinades característiques o accions.

## Productes farmacèutics
Així doncs, el terme principi actiu en productes farmacèutics és la denominació recomanada per l'OMS o, si no n'hi ha, la denominació d'un medicament genèric. Així, el principi actiu de l'aspirina (nom comercial) és l'àcid acetilsalicílic.
Una altra forma de denominar els medicaments és mitjançant el nom comercial o marca de fantasia, però l'ordenació en catàlegs per principis actius és més estable que amb els noms comercials, a causa de les fluctuacions dels noms entre mercats.

## Altres productes
Per analogia en productes fitosanitaris o de control de plagues, el terme es refereix als compostos que tenen una acció sobre els organismes vius. Bé sigui una acció beneficiosa, com ara els fertilitzants, o perjudicial, com ara els biocides.